# Cornelia Sharpe
Cornelia Sharpe, née le 3 octobre 1943 à Selma (Alabama), est une actrice américaine ayant fait en partie carrière en Europe.

## Biographie
Sharpe a parfois travaillé comme mannequin. Elle a fait ses débuts d'actrice aux côtés de Raquel Welch et Jodie Foster dans le film dramatique Kansas City Bomber en 1972. Elle a joué un rôle plus important aux côtés d'Al Pacino dans Serpico (1973), ainsi que dans le film d'épouvante hispano-suisse La Chasse sanglante (1974) avec Peter Fonda.
Dans le thriller d'action Meurtre pour un homme seul (1976), Sharpe joue une tueuse à gages qui doit assassiner le ministre arabe incarné par Sean Connery, mais qui tombe amoureuse de lui. Dans le téléfilm Cover Girls (1977), elle tient l'un des rôles principaux. Elle tient le rôle principal d'une experte en sécurité dans le film d'action Pour les yeux de Jessica B (1980), aux côtés d'Omar Sharif et d'Anita Ekberg. Depuis le début des années 1980, elle ne joue plus que des petits rôles secondaires, comme dans la comédie de science-fiction Pluto Nash (2002).
Sharpe a épousé le producteur de cinéma Martin Bregman, qui a produit le film Meurtre pour un homme seul.

## Filmographie partielle
- 1972 : Kansas City Bomber de Jerrold Freedman : Tammy O'Brien
- 1973 : Nos plus belles années de Sydney Pollack : Une fille à la fête
- 1973 : Serpico de Sidney Lumet : Leslie
- 1974 : La Chasse sanglante (Los cazadores) de Peter Collinson : Nancy Stillman
- 1974 : Les Casseurs de gang (Busting) de Peter Hyams
- 1974 : Jo le Fou (Crazy Joe) de Carlo Lizzani
- 1975 : La Mort en rêve (The Reincarnation of Peter Proud) de J. Lee Thompson
- 1976 : Meurtre pour un homme seul (The Next Man) de Richard C. Sarafian : Nicole Scott
- 1980 : Pour les yeux de Jessica B (S.H.E: Security Hazards Expert) de Robert Michael Lewis : Lavinia Kean
- 1981 : Venin (Venom) de Piers Haggard
- 2002 : Pluto Nash